# Ivan Obradović
Ivan Obradović (en serbe en écriture cyrillique : Иван Обрадовић), est un footballeur international serbe, né le 25 juillet 1988 à Obrenovac en Yougoslavie (auj. en Serbie). Il évolue comme arrière latéral gauche.

## Biographie
Alors qu’il jouait dans un petit club appelé FK Teleoptik, Ivan Obradović est repéré et intègre le centre de formation du Partizan Belgrade en 1997.
Au cours de la saison 2007-2008, il dispute de très bon matchs, commençant ainsi à revendiquer une place de titulaire au poste d’arrière gauche. Grâce à ses bonnes prestations, il est sélectionné pour le tournoi de football des Jeux olympiques de 2008.
Ses performances sont telles en club et en sélection serbe qu'il attire l'attention de plusieurs grands clubs européens. En août 2009, il signe pour cinq ans au Real Saragosse.
Après quatre saisons passées à Saragosse, il est enrôlé par le FC Malines où il est un titulaire indiscutable. Ses bonnes prestations attirent le regard de clubs huppés notamment le RSC Anderlecht où il s'engage pour quatre ans en juin 2015.

## Palmarès

### En équipe nationale
- 27 sélections et 1 but avec l'équipe de Serbie depuis 2008.
- Première sélection le 6 septembre 2008 contre les Îles Féroé.

### Avec le Partizan Belgrade
- Champion de Serbie en 2008 et 2009.
- Vainqueur de la Coupe de Serbie en 2008 et 2009.

### Avec le RSC Anderlecht
- Champion de Belgique en 2017
- Vainqueur de la Supercoupe de Belgique en 2017